# متلازمة كوفين-سيريس
متلازمة كوفين-سيريس، التي وُصفت لأول مرة في عام 1970 من قبل الطبيبين غرينج س. كوفين وإي. سيريس، اضطراب وراثي نادر يسبب تأخرًا في النمو وغياب أظافر الإصبعين الخامسين في اليدين والقدمين. أُبلغ عن 31 حالة بحلول عام 1991. ازداد عدد الحالات منذ ذلك الحين، ويُقال الآن أنها نحو 200 حالة.
يشمل التشخيص التفريقي متلازمة نيكولايدس-بارايتسر.

## المظاهر السريرية
- إعاقة ذهنية تتراوح ما بين خفيفة ومتوسطة وشديدة،[8][9] وتسمى أيضًا «الإعاقة النمائية»[10]
- قصر طول الإصبعين الخامسين مع نقص تنسج الظفرين أو غيابهما
- انخفاض الوزن عند الولادة
- صعوبات التغذية عند الولادة
- التهابات الجهاز التنفسي المتكررة في أثناء مرحلة الطفولة
- نقص التوتر
- ارتخاء المفاصل
- تأخر نضج العظام
- صغر الرأس
- ملامح الوجه الخشنة، بما في ذلك الأنف العريض والفم العريض والحواجب والرموش الكثيفة

## الأسباب
قد يُورّث المرض سمةً جسميةً سائدةً، ولكن، يبدو أن معظم حالات متلازمة كوفين-سيريس هي نتيجة لطفرة جديدة (غير مورثة).
ارتبطت هذه المتلازمة مع طفرات في جين إيه آر آي دي 1 بي وهي الأكثر انتشارًا في متلازمة كوفين-سيريس.
هناك أيضًا طفرات جينية متعددة مرتبطة بهذه المتلازمة، بما في ذلك إس أوه إكس 11، إيه آر آي دي 2، دي بّي إف 2، بّي إتش إف 6، إس إم إيه آر سي إيه 2، إس إم إيه آر سي إيه 4، إس إم إيه آر سي بي 1، إس إم إيه آر سي سي 2، إس إم إيه آر سي إي 1، إس أوه إكس 4.
يعتمد التشخيص بشكل عام على وجود علامة سريرية رئيسية وعلامة سريرية ثانوية واحدة على الأقل ويمكن تأكيدها عن طريق الفحوصات الجينية الجزيئية للجينات المسببة. كشفت الدراسات الحديثة أن نقص تنسج أو عدم تنسج ظفر الإصبع الخامس/السلامية البعيدة ليس نتيجة إلزامية.
عادةً، تُجرى فحوصات مخبرية لاستبعاد الحالات الأخرى وتُجرى الفحوصات الجينية للحصول على التشخيص الرسمي.

## العلاج
لا يوجد علاج معروف أو معيار محدد للعلاج. يعتمد العلاج على الأعراض وقد يشمل العلاج الطبيعي والمهني وعلاج النطق والخدمات التعليمية أيضًا.